# Nossa Senhora do Bom Conselho (título cardinalício)
Nossa Senhora do Bom Conselho (em latim: Beatæ Mariæ Virginis Boni Consilii) é um titulus instituído  pelo Papa Francisco, em 28 de novembro de 2020.
Sua igreja titular é Santa Maria del Buon Consiglio a Porta Furba.

## Titulares protetores
- Augusto Paolo Lojudice (2020-)